# Никодим Акрис
Никодим (на гръцки: Νικόδημος, Никодимос) е гръцки духовник, митрополит на Вселенската патриаршия.

## Биография
Роден е в село Крития на Галиполския полуостров, тогава в Османската империя, днес Алчътепе, Турция, със светската фамилия Акрис (Άκρης). Става сингел на Ираклийската митрополия.
През януари 1835 година е избран за чорленски и серентийски епископ. В декември 1840 година е подава оставка.
През ноември 1841 година е избран за дринополски, делвински и химарски митрополит. В Аргирокастро Никодим продължава активната политика по поддържане и развитие на образованието на предшественика си Неофит Кекезис и това е похвалено в Делвинската кондика. Неспособен да изпълни финансовите си задължения към Патриаршията, той е уволнен през януари 1848 година и отведен на Света гора, където умира в манастира Есфигмен през октомври 1857 година.